# Дисконези (Ла Специја)
Дисконези је насеље у Италији у округу Ла Специја, региону Лигурија.
Према процени из 2011. у насељу је живело 17 становника. Насеље се налази на надморској висини од 674 м.